# Prix Vladimíra-Boudníka
Le prix Vladimíra-Boudníka est nommé d'après l'artiste graphique tchèque et peintre Vladimír Boudník (cs). Il est  décerné chaque année depuis 1995. Le lauréat reçoit une récompense de 30 000 couronnes délivrées par la capitale, Prague.

## Lauréats
- 1995 – Ladislav Čepelák (cs)
- 1996 – Dalibor Chatrný
- 1997 – Alena Kučerová
- 1998 – Eduard Ovčáček
- 1999 – Jan Kubiček
- 2000 – Jan Měřička
- 2001 – Květa Pacovská
- 2002 – Michal Cihlář (cs)
- 2003 – Marie Blabolilová
- 2004 – Jiří Anderle
- 2005 – Jaroslava Severová (cs)
- 2006 – Lubomír Přibyl
- 2007 – Vojtěch Kovářík
- 2008 – Zdeněk Sýkora (cs)
- 2009 – Mikoláš Axmann
- 2010 – František Hodonský (cs)
- 2011 – Jiří Lindovský
- 2012 - Oldřich Kulhánek (cs)
- 2013 - Zbyněk Janáček
- 2014 - Jindřich Růžička[1]
- 2015 – Dalibor Smutný
- 2016 – Karel Malich
- 2017 – Josef Hampl (cs)
- 2018 – Lenka Vilhelmová
- 2019 – Ondřej Michálek